# Viane
Viane är en kommun i departementet Tarn i regionen Occitanien i södra Frankrike. Kommunen ligger i kantonen Lacaune som tillhör arrondissementet Castres. År 2022 hade Viane 531 invånare.

## Befolkningsutveckling
Antalet invånare i kommunen Viane
| Referens: INSEE |